# Элосульфаза альфа
Элосульфаза альфа — рекомбинантный фермент N-ацетилгалактозамин-6-сульфатаза, применяемый для лечения мукополисахаридоза IVA (синдром Моркио А). Получил статус орфанного препарата и одобрен для применения: США (2014).

## Механизм действия
Аналогичный N-ацетилгалактозамин-6-сульфатазе.

## Показания
Мукополисахаридоз IVA (синдром Моркио А).